# Ejabberd
Ejabberd is een vrije (GPL) gedistribueerde fouttolerante XMPP-server en is hoofdzakelijk geschreven in Erlang.
Het draait onder Microsoft Windows en verscheidene Unix-varianten zoals Linux, FreeBSD en NetBSD.
Alexey Shchepin begon het project in 2002 en is nog steeds de onderhouder.
Hij zegt dat de naam ejabberd afkomstig is van Erlang Jabber Daemon.
Ejabberd wordt geschreven met enkel kleine letters zoals in de unix-wereld gebruikelijk is.

## Mogelijkheden
Naast clustering heeft ejabberd nog verscheidene andere mogelijkheden zoals een webinterface voor beheerders, gedeelde rosters maken met contactpersonen, ondersteuning voor PostgreSQL, MySQL en ODBC, ondersteuning voor virtuele domeinen, volledig XMPP-compliant (beweerd), een vertaalde interface (waaronder Nederlands), authenticatie via LDAP, aanmelden via SSL/TLS, SASL en STARTTLS etc.

### Modules
Er zijn ook modules. De meeste zorgen voor eenvoudige zaken zoals het opslaan van offline berichten maar er zijn er ook die geavanceerdere functies mogelijk maken: een IRC-transport waarmee je kan verbinden op IRC-kanalen, een "Multi-User Chat"-module voor chatruimtes, een module voor HTTP Polling zodat via HTTP verbonden kan worden, een gebruikersdatabasemodule die vCards gebruikt (deze vCards opslaan in LDAP of ODBC is met andere modules mogelijk), een module voor Publish-Subscribe en een module voor statistieken via XMPP.